# カガちゃんのラジオ・ミュージック・カフェ
『カガちゃんのラジオ・ミュージック・カフェ』は、ラジオ福島で毎週月曜に放送されていた生放送の音楽番組である。

## 概要
ラジオ福島において2017年3月にワイドFM放送がスタートしたことを記念し、同年4月3日に放送開始。番組内容は、毎回1人または1組のアーティストを特集する「コレクション・カフェ」や「こだわり・カフェ」、毎回リスナーからのリクエスト曲をかける「リクエスト・カフェ」などのコーナーで構成される。
パーソナリティは、ラジオ福島アナウンサーの鏡田辰也（カガちゃん）が務めている。番組開始当初は、他に稲本安里紗と菅原咲子も出演していたが、2人は2019年にラジオ福島を退社している。
2021年4月に鏡田から石田久子に交代し『ラジオ・ミュージック・カフェ』に改題した。石田時代は1曲目と最後の曲は石田の選曲であったが、リスナーからのリクエストはノンジャンルとなっていた。時間短縮後はすべてリスナーからのリクエストとなった。
2022年3月21日をもって終了。月曜夜の生放送枠は廃枠となった。

## 放送時間
基本的には毎週月曜 19時00分 - 21時00分（日本標準時）の2時間枠で放送されるが、不定期番組や特別番組が編成される場合は、それに合わせての短縮放送が行われる。
2020年10月12日より、20時45分から「ラジオ劇場 下町ロケット」を放送するため、15分短縮となる。
2021年11月1日より20時30分から『ふくおんたいむ』を放送するため更に15分短縮となった。
2022年3月21日の最終回は20時30分からのボートレースクラシック中継の関係で後続番組が30分ずつ繰り上げられたため、20時までの1時間の短縮放送となった。